# Mahamat Ahmat Alhadj
Mahamat Ahmat Alhadj (ur. 11 sierpnia 1978) – czadyjski piłkarz grający na pozycji ofensywnego pomocnika. W swojej karierze rozegrał 12 meczów i strzelił 2 gole w reprezentacji Czadu.

## Kariera klubowa
Całą swoją karierę piłkarską Alhadj spędził w klubie Renaissance FC. Zadebiutował w jego barwach w sezonie 1997/1998 w pierwszej lidze czadyjskiej i grał w nim do 2011 roku. Wywalczył z nim sześć mistrzostw Czadu w sezonach 2001/2002, 2003, 2004, 2005, 2006 i 2007 oraz wicemistrzostwo w sezonie 2008. Zdobył też Puchar Czadu w 2011 roku.

## Kariera reprezentacyjna
W reprezentacji Czadu Alhadj zadebiutował 30 lipca 2002 roku w przegranym 0:2 towarzyskim meczu z Ugandą. Od 2002 do 2008 wystąpił w kadrze narodowej 12 razy i strzelił 2 gole.